# Гомоюнов, Константин Константинович
Константин Константинович Гомоюнов (род. 19 ноября 1923, Владивосток) — советский учёный, конструктор, участник космической программы. Профессор Санкт-Петербургского политехнического университета. Заслуженный работник высшей школы Российской Федерации (1997).

## Биография
Родился во Владивостоке, сын гидролога Константина Азарьевича Гомоюнова (1889—1955). С 1934 года жил в Ленинграде.
Выпускник 2-й Ленинградской военно-морской специальной школы. С июня 1941 года курсант Высшего военно-морского училища имени Ф. Э. Дзержинского.
В конце октября в звании старшины 1-й статьи направлен в действующую армию, служил в разведроте 84-й отдельной стрелковой бригады морской пехоты 1-й ударной армии. В декабре тяжело ранен под Клином.
До лета 1942 года на лечении в Казахстане, признан не годным к военной службе.
До окончания войны работал на Уралмашзаводе. В 1945—1951 годах учился в Ленинградском политехническом институте. После этого вновь зачислен на военную службу, инженер-майор.
С 1956 года на научно-преподавательской работе в Ленинградском (Санкт-Петербургском) политехническом институте: доцент, профессор кафедры информационных и управляющих систем, с 2002 профессор кафедры философии.
Одновременно в 1956—1973 работал в институтском СКБ.

## Научная деятельность
Участник космической программы. Один из авторов цифровой машины «Кварц» для автоматизации траекторных измерений ракет и спутников (1956—1958). Руководил группой по разработке генератора питающих импульсов и преобразователя «дальность-код», при этом впервые была получена частота заполняющих колебаний 6 МГц.

### Сочинения
Автор учебников и учебных пособий:
- Транзисторные цепи : [учеб. пособие для вузов по направлениям подгот. бакалавров 552800-«Информатика и вычислит. техника» и специалистов 654600-«Информатика и вычислит. техника»] / К. К. Гомоюнов. — Санкт-Петербург [и др.] : БХВ-Петербург, 2002. — 234 с. : ил. — Библиогр.: с. 229. — Предм. указ.: с. 230—234. — 1 экз. — ISBN 5-94157-100-3
- Совершенствование преподавания технических дисциплин [Текст] : методол. аспекты анализа учеб. текстов / К. К. Гомоюнов. — Л. : ЛГУ, 1983. — 206 c. : ил. — 3016 экз.
- Справочник по физике [Текст] / К. К. Гомоюнов [и др.]; ред.: К. К. Горюнов, В. Н. Козлов ; СПбГЭТУ (ЛЭТИ). — 2-е изд., перераб. и доп. — М. : Проспект, 2010. — 485 с. : ил., табл. — Имен. указ.: с. 459—465. — Предм. указ.: с. 466—484. — 3000 экз.. — ISBN 978-5-406-00346-6

## Награды
Награждён двумя орденами Отечественной войны II степени, медалями «За оборону Москвы», «За победу над Германией», «За доблестный труд в Великой Отечественной войне».